# Institutul Național de Cercetare-Dezvoltare pentru Protecția Mediului
Institutul Național de Cercetare-Dezvoltare pentru Protecția Mediului (INCDPM) este un institut de cercetare din România. Institutul reprezintă o structură de cercetare de referință în domeniul protecției mediului, coordonată de către Ministerul Mediului și Pădurilor.
A fost creat la data de 23 decembrie 2009, prin fuziunea Institutului de Cercetare pentru Ingineria Mediului (ICIM) București, Institutului Delta Dunării Tulcea și a Institutului de Cercetări Marine „Grigore Antipa” Constanța.
Funcționând pe baza Hotarârii de Guvern 1442/18.11.2009, completată  de Hotărârile de Guvern 506/26.05.2010 și 774/28.07.2010, Institutul Național de Cercetare-Dezvoltare pentru Protecția Mediului are avantajul reunirii experienței a trei instituții reprezentative in domeniul protecției mediului: Institutul Național de Cercetare-Dezvoltare pentru Protecția Mediului-ICIM București, Institutul Național de Cercetare-Dezvoltare "Delta Dunării" I.N.C.D.D.D. Tulcea și Institutul Național de Cercetare - Dezvoltare Marină "Grigore Antipa" INCDM Constanța.
Obiectul de activitate al INCDPM cuprinde, în principal, următoarele domenii:
1. efectuarea de cercetări fundamentale și aplicative, dezvoltarea tehnologică, participarea la elaborarea de studii, sinteze și prognoze pentru programe naționale și strategii naționale în domeniul protecției mediului, întocmirea referatelor tehnice necesare promovării proiectelor finanțate de Fondul pentru mediu, activități de utilitate publică, proiectarea tehnologică în domeniul protecției mediului și hidroedilitar, normative tehnice și economice de interes public și național care privesc domeniul protecției mediului, coordonarea științifică a rețelei naționale de supraveghere a mediului, îndrumarea tehnică și instruirea personalului agențiilor teritoriale de protecție a mediului, perfecționarea profesională în domeniul mediului;
2. efectuarea de cercetări fundamentale, aplicative și de dezvoltare tehnologică în domeniul ecologiei și protecției mediului marin, oceanografiei, ingineriei marine și costiere, precum și al gestionării resurselor vii din Marea Neagră și din alte zone oceanice, pentru a răspunde cerințelor de interes național și internațional în zona economică exclusivă la Marea Neagră, inclusiv celor impuse de aderarea României la convențiile internaționale din domeniul său de activitate. Institutul este operatorul tehnic al rețelei naționale de monitoring fizic, chimic și biologic al apelor marine costiere și de supraveghere a eroziunii costiere, fiind abilitat să propună Ministerului Mediului reglementări în domeniul său de activitate;
3. efectuarea de cercetări fundamentale și aplicative în domeniul ecologiei și protecției mediului, având ca scop fundamentarea managementului în Rezervația Biosferei "Delta Dunării" și în alte zone umede de interes național și internațional pentru conservarea biodiversității și pentru dezvoltare durabilă.

Institutul National de Cercetare-Dezvoltare pentru Protectia Mediului are certificat Sistemul de Management Integrat conform ISO 9001:2008, ISO 14001:2004 (QSCert) precum și Managementul Securității Informației conform ISO/IEC 27001:2005 (QSCert), pentru următoarele domenii de activitate: cercetare dezvoltare tehnologică, proiecte, studii, analize de laborator, asistență tehnică, expertiză, consultanță și instruire în domeniul protecției mediului.
INCDPM mai deține și următoarele certificări:
- Certificat de Înregistrare în Registrul Național al Elaboratorilor de Studii pentru Protecția Mediului conform Ordinului Ministerului Mediului nr. 1026/2009 la poziția nr. 305 pentru: Raport de Mediu (RM), Raport privind impactul asupra mediului (RIM), Bilant de Mediu (BM), Raport de Amplasament (RA), Raport de Securitate (RS), Studiu de Evaluare Adecvata (EA);
- Certificat de Atestare nr. 597/2010 pentru întocmirea studiilor hidrologice, hidrogeologice, studiilor de gospodărire a apelor și elaborarea documentațiilor pentru obținerea avizului/autorizației de gospodărire a apelor.

## ICIM București
ICIM București a fost fondat în 1952, sub numele de Institutul de Studii și Cercetări Hidrotehnice.
Numele actual a fost stabilit în anul 1990, iar din 1999 institutul este unul național, cu autonomie financiară, coordonat de Ministerul Mediului.
Activitatea INCDPM – ICIM București era axată pe cercetare, studii și asistență pentru toate componentele de mediu, inclusiv analiza activităților socio-economice, din punct de vedere al performanței de mediu.
Printre direcțiile de cercetare ale institutului se numără:
- Managementul și controlul calității apei, solului și aerului
- Monitorizarea integrată a factorilor de mediu
- Managementul deșeurilor solide
- Impactul construcțiilor asupra mediului
- Mecanica fluidelor și dispersia poluanților